# Helena Dam á Neystabø
Helena Dam á Neystabø (ur. 10 grudnia 1955 w Kopenhadze) - farerska polityk, poseł na Løgting, w przeszłości także poseł na Folketing, a w latach 1994–2001 prezes Sjálvstýrisflokkurin.

## Życie prywatne
Jest córką Atliego Dama, wielokrotnego premiera Wysp Owczych oraz Ásy Hátún. Wychowywała się w Kopenhadze. Jej rodzice rozwiedli się, kiedy miała dziewięć lat, a cztery lata później wraz z matką przeniosła się na Wyspy Owcze. Chodziła do szkoły średniej w Tórshavn, a następnie w 1975 roku ponownie wyjechała do Danii, by studiować na Uniwersytecie Kopenhaskim. Ukończyła studia magisterskie na kierunkach filologia duńska oraz germanistyka w 1983 roku. W tym czasie wyszła za urodzonego w 1951 roku w Haldarsvík Kristiana á Neystabo, z którym ma trójkę dzieci: Dánjala (1979), Katrin (1981) oraz Ásę (1986). Jej pierwszy syn jest znanym muzykiem na archipelagu. Na Wyspy Owcze powróciła pod koniec lat 80., gdzie zaczęła karierę w edukacji. W latach 1988–1990 kierowała Føroya Skúlabókagrunnur, głównym wydawnictwem oświatowym na archipelagu.
Jej dziadkiem był Petur Mohr Dam.

## Kariera polityczna
Helena Dam á Neystabø po raz pierwszy wystartowała w wyborach do Løgting w 1990 z ramienia Sjálvstýrisflokkurin. Uzyskała wówczas mandat i wraz z dwoma innymi posłami swojej partii zasiadła w parlamencie. Wybrano ją także cztery lata później. W czasie drugiej kadencji zasiadała na czele Komisji ds. Zagranicznych, była też członkiem duńskiej komisji śledczej badającej przyczyny kryzysu gospodarczego na Wyspach Owczych w latach dziewięćdziesiątych. Od 1994 roku sprawowała funkcję przewodniczącej Sjálvstýrisflokkurin. Podczas wyborów w 1998 roku wybrano ją po raz kolejny, a jej partia znalazła się w zwycięskiej koalicji. Helena Dam á Neystabø została wówczas mianowana Ministrem Zdrowia i Opieki Społecznej, pierwszym ministrem kobietą w historii Sjálvstýrisflokkurin. Funkcję tę sprawowała od 15 maja 1998 do 26 lutego 2001, kiedy zrezygnowała zarówno z fotela prezesa partii, jak i z członkostwa w niej.
Do lutego 2002 pozostawała bezpartyjnym posłem na Løgting, a następnie dołączyła do Javnaðarflokkurin - Partii Socjaldemokratycznej, której przedstawicielami byli dawniej jej ojciec i dziadek. Nie wzięła udziału w wyborach w roku 2002, a dwa lata później nie dostała się do parlamentu, mimo dobrego wyniku jej partii. Nie odniosła także sukcesu w wyborach w roku 2005 do duńskiego Folketingu. Do farerskiego parlamentu dostała się ponownie w roku 2008, zdobywając 577 głosów z 6018 uzyskanych przez Javnaðarflokkurin. Po wyborach, 4 lutego została Ministrem Sprawiedliwości, jednak w związku z transformacją rządu 26 września przeniosła się na stanowisko Ministra Kultury. Pozostała na nim do 14 listopada 2011 roku, w kolejnych wyborach nie uzyskując mandatu posła. Do parlamentu powróciła dopiero po wyborach w roku 2015, które jej partia zwyciężyła. 15 września 2015 zastąpiła Aksla V. Johannesena, który został premierem.